# Heinar Kipphardt

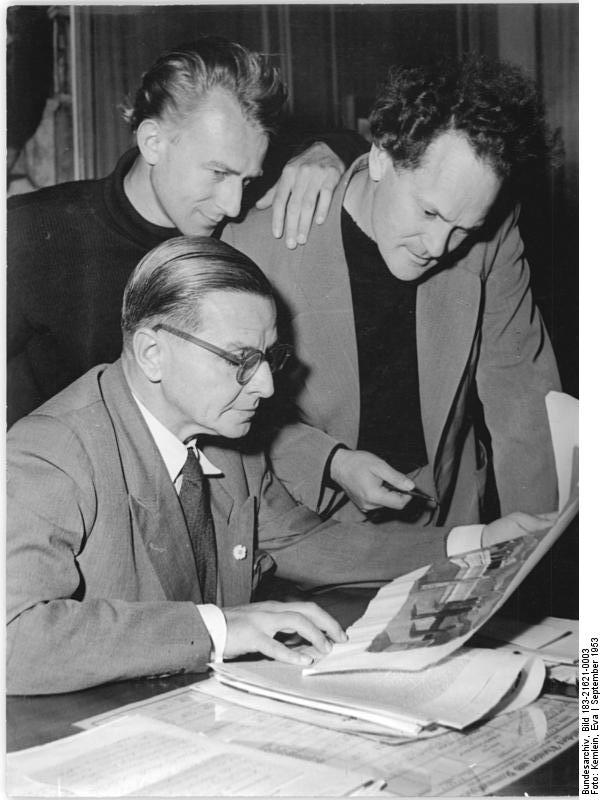
En 1953, Kipphardt Heinar (à l'arrière) se tient debout près de Wolfgang Langhoff (assis) et d' (à la droite).

Heinar Kipphardt (8 mars 1922 en Silésie, Allemagne – 18 novembre 1982 à Munich, Allemagne) est un dramaturge et écrivain allemand.

## Œuvres

### Pièces de théâtre
- 1952 : Entscheidungen
- 1953 : Shakespeare dringend gesucht
- 1956 : Der Aufstieg des Alois Piontek
- 1961 : Die Stühle des Herrn Szmil
- 1962 : Der Hund des Generals
- 1964 : In der Sache J. Robert Oppenheimer
- 1965 : Joel Brand, die Geschichte eines Geschäfts
  - Cette histoire de Joel Brand et du comité d'aide et de secours de Rudolf Kastner a été adaptée en français, mis en scène par Hubert Gignoux à la Comédie de l’Est[2]
- 1967 : Die Nacht, in der der Chef geschlachtet wurde
- 1968 : Die Soldaten
- 1970 : Sedanfeier
- 1977 : In der Sache J. Robert Oppenheimer
- 1980 : März, ein Künstlerleben
- 1980 : Aus Liebe zo Deutschland
- 1982 : Bruder Eichmann (publication posthume)

### Fiction
- 1951 : Fremd stirbt ein junger Bruder
- 1951 : Späte Erkenntnis
- 1957 : Der Hund des Generals
- 1964 : Die Ganovenfresse
- 1976 : März
- 1977 : Der Deserteur
- 1978 : Rapp, Heinrich
- 1981 : Traumprotokolle